# Lepthyphantes pennatus
Lepthyphantes pennatus är en spindelart som beskrevs av Nikolaj Scharff 1990. Lepthyphantes pennatus ingår i släktet Lepthyphantes och familjen täckvävarspindlar.
Artens utbredningsområde är Tanzania. Inga underarter finns listade i Catalogue of Life.